# IC 3919
IC 3919 је галаксија у сазвјежђу Ловачки пси која се налази на листи објеката дубоког неба у Индекс каталогу.
Деклинација објекта је + 38° 35' 19" а ректасцензија 12h 56m 48,7s. Привидна величина (магнитуда) објекта IC 3919 износи 14,8 а фотографска магнитуда 15,8. IC 3919 је још познат и под ознакама NPM1G +38.0265, PGC 3088211.